# Toaru madzsucu no Index
A Toaru madzsucu no Index (とある魔術の禁書目録(インデックス); Toaru madzsucu no Indekkuszu; Hepburn: Toaru majutsu no Indekkusu; Toaru majutsu no Index; angol címén A Certain Magical Index) japán light novel sorozat, melynek írója Kamacsi Kazuma, rajzolója pedig Haimura Kijotaka. Az ASCII Media Works Dengeki Bunko kiadványában jelent meg 2004. április 10. és 2011. augusztus 10. között. Kogino Csúja mangaadaptációját a Square Enix Gekkan Sónen Gangan mangamagazinja publikálja 2007 májusától. Az animefeldolgozást a J.C.Staff készítette, az első 24 részes évad 2008–2009-ben volt látható Japánban, majd a második 24 részes évad 2010–2011-ben és egy animációs film is megjelent 2013 februárjában.
A Toaru madzsucu no Index melléktörténete, a Toaru kagaku no Railgun (とある科学の超電磁砲（レールガン）; Toaru kagaku no Rérugan; Hepburn: Toaru kagaku no Rērugan; angol címén A Certain Scientific Railgun) Kamacsi Kazuma írásában és Fujukava Motoi rajzolásában 2007 márciusa óta jelenik meg az ASCII Media Works Dengeki Daioh mangamagazinjában. A mangát Észak-Amerikában a Seven Seas Entertainment jelentette meg 2011 júniusában. A Toaru kagaku no Railgun 24 részes animefeldolgozását szintén a J.C.Staff készítette és 2009–2010-ben volt látható. 2010 októberében egy OVA is megjelent, majd az anime második évadja Toaru kagaku no Railgun S címmel 2013 áprilisában kezdődött. Az animeadaptációkat Észak-Amerikában a Funimation Entertainment licencelte. Jamadzsi Arata írásában és illusztrálásában készülő második spin-off mangát Toaru kagaku no Accelerator (とある科学の一方通行; Toaru kagaku no Akuszeraréta; Hepburn: Toaru kagaku no Akuserarēta; angol címén A Certain Scientific Accelerator) címmel a Dengeki Daioh publikálja 2013 decemberétől.

## Cselekmény
A Toaru madzsucu no Index egy olyan világban játszódik, ahol a természetfeletti képességek a mindennapok részét képezik. Az esperek (超能力者; csónórjokusa; Hepburn: chōnōryokusha) születésüktől fogva rendelkeznek valamilyen különleges erővel, míg a mágusok (魔術師; madzsucusi; Hepburn: majutsushi) a szimbolizmus hatalmát sajátítják el különböző mágiakönyvekből (魔道書; madóso; Hepburn: madōsho) vagy mágikus kegytárgyakat használnak. Amíg a mágusok ősi vallásokkal kötik magukat össze, addig az esperek kísérletezéssel és gyakorlással fejlesztik képességeiket és tudományos intézmények alá tartoznak. A sorozatban folyamatos konfliktusok zajlanak a mágusok és esperek között a világ feletti hatalomért.
A Toaru madzsucu no Index főként Akadémiavárosban (学園都市; Gakuen Tosi; Hepburn: Gakuen Toshi) játszódik, egy technológiailag magasan fejlett iskolavárosban, amely Nyugat-Tokióban terül el. A városban tudományosan felfejlesztett, emberfeletti képességekkel rendelkező esper diákok tanulnak. Kamidzsó Tóma egy diák a városban, akinek jobbkeze, az Imagine Breaker képes bármilyen természetfeletti erőt semlegesíteni, de folyton balszerencsét hoz rá. Egy nap egy fiatal lányra talál, aki erkélyének rácsába kapaszkodik. A neve Index és a Church of England titkos, Necessarius nevű ágának apácája, az elméjébe pedig az Index librorum prohibitorum, az egyház 103 000 tiltott mágiakönyve van beültetve. Tóma találkozása Indexszel megnyitja előtte a kaput a tudomány és a mágia egy titkos világa felé és kalandjai során a tudomány és a mágia összecsapásának lehet tanúja. Tóma különös képessége a mágusok és az esperek konfliktusainak középpontjába kerül. Miközben próbálja megvédeni a barátait, Tóma rájön, hogy azok az emberek, akiket eddig ismertnek hitt, nem azok, akiknek látszanak és egyre jobban felkelti a mágusok és esperek figyelmét, amint meg próbálja fejteni Akadémiaváros és Index titkait.
A Toaru kagaku no Railgun melléktörténet Miszaka Mikotóról, egy elektromesterről szól, aki a harmadik a hét legerősebb, ötödik szintű esper közül Akadémiavárosban. A története nem sokkal a light novel eseményei előtt kezdődik, és Mikoto és társai szemszögéből mutatja be a történéseket.

## A sorozat megszületése és az alkotói folyamat
Kezdetben Haimura Kijotaka főként pasztell színeket használt rajzaiban és kisebb szemekkel ábrázolta a szereplőket, ez szembeötlő a Toaru madzsucu no Index illusztrációiban. A light novel 11. kötetétől és egy másik munkája, a Maid keidzsi harmadik kötetétől kezdve fokozatosan módosította stílusát, a változás a Sinjaku: Toaru madzsucu no Index legújabb köteteinél is tart.

## Médiamegjelenések

### Light novelek
A Toaru madzsucu no Index egy light novel sorozatként indult, melynek írója Kamacsi Kazuma, rajzolója pedig Haimura Kijotaka volt. Összesen 22 fő regénykötet és két elbeszélésgyűjtemény jelent meg az ASCII Media Works Dengeki Bunko kiadványában 2004. április 10. és 2010. október 10. között. A light novelek folytatása, a Sinjaku: Toaru madzsucu no Index (新約 とある魔術の禁書目録; Hepburn: Shinyaku: Toaru majutsu no Index) 2011. március 30-án kezdődött és 2013 januárjáig 6 kötet jelent meg.

### Manga

A Toaru kagaku no Railgunban Mikoto és társai kapják a főszerepet

A Toaru madzsucu no Indexből két mangafeldolgozás készült. Az egyik a light novel sorozaton alapul és Kogino Csúja illusztrálta Kamacsi Kazuma története alapján. Publikálása a Square Enix Gekkan Sónen Gangan mangamagazinjának 2007 májusi számában kezdődött. Az első tankóbon kötet 2007. november 10-én jelent meg és 2013. február 22-éig tizenegy kötetet adtak ki. Megjelent még két kiegészítő anyag is, amelyek az 5.5-ös és 11.5-ös kötetszámot kapták. A manga cselekménye jórészt a light novelt követi, azonban a második és negyedik kötetet átugorja, emiatt több szereplő nem kerül olyan részletesen bemutatásra és néhány mozzanat nem látható, aminek később fontosabb szerep jut. A mangát Olaszországban a Star Comics, Németországban a Carlsen Comics, Franciaországban a Ki-oon, Tajvanon a Kadokawa Media jelentette meg. A másik mangaadaptáció a Toaru madzsucu no Index: Endyumion no kiszeki film azonos című feldolgozása, amely Kamacsi Kazuma írásában és Aszakura Rjószuke illusztrálásában jelenik meg. Az első fejezet a Gekkan Sónen Gangan a 2013 márciusi számában volt megtalálható, amit 2013. február 12-től kezdtek értékesíteni.
Egy spin-off manga Toaru kagaku no Railgun címmel, Fujukava Motoi illusztrálásában és Kamacsi Kazuma története alapján az ASCII Media Works Dengeki Daioh 2007 áprilisi számában debütált. A történet Miszaka Mikoto és barátaival a regények cselekménye előtt történt eseményeket mondja el. Az első kötet 2007. november 10-én jelent meg, 2012. október 27-ig nyolc kötet látott napvilágot az ASCII Media Works kiadásában. Észak-Amerikában a Seven Seas Entertainment kezdte meg a Railgun manga kiadását 2011 júniusában. A Kamacsi Kazuma írásában és Jamadzsi Arata illusztrálásában készülő második spin-off mangát Toaru kagaku no Accelerator (とある科学の一方通行; Toaru kagaku no Akuszeraréta; Hepburn: Toaru kagaku no Akuserarēta; angol címén A Certain Scientific Accelerator) címmel a Dengeki Daioh publikálja a 2014. februári számától, amit 2013. december 27-től árusítanak.

### Anime
Egy 24 részes animeadaptációt Toaru madzsucu no Index címmel a J.C.Staff készített Nisikiori Hirosi rendezésében, és elsőként 2008. október 4-től 2009. március 19-ig vetítették Japánban. Néhány nap eltéréssel kezdte vetíteni az MBS, a TV Kanagawa, a Chiba TV, a CBC, a TV Saitama és az AT-X. Az animét nyolc DVD és Blu-ray szettben adta ki a Geneon Entertainment 2009. január 23. és augusztus 21. között. Az első évad első és ötödik DVD-je, valamint a második évad BD/DVD kiadásának limitált változata egy humoros, négy részes omake sorozatot is tartalmazott Toaru madzsucu no Index-tan címmel, amelyben Index csibi formában jelenik meg. Az anime a light novel első hat kötetét fedi le. Észak-Amerikában a Funimation Entertainment licencelte a sorozatot, az angol nyelvű változat a Funimation weboldalán volt látható 2012 szeptemberétől, majd 2012. december 11-én jelent meg DVD-n. Az első évad Észak-Amerikában a Funimation Channelen volt látható 2013. január 21-től. A második 24 részes évadot Toaru madzsucu no Index II címmel 2010. október 8-a és 2011. április 1-je között vetítették Japánban, a vetítés néhány nap eltéréssel kezdődött a Tokyo MX, az AT-X, az MBS, a Chiba TV, a TV Kanagawa, a TV Saitama és a CBC csatornákon és a Nico Nico Dougán is látható volt online. Az Index II első limitált BD/DVD kiadása 2011. január 22-én jelent meg és egy Toaru kagaku no Railgun kisregény is járt mellé.

A Toaru kagaku no Railgun logója

A Toaru kagaku no Railgun spin-off manga 24 részes animefeldolgozását szintén a J.C.Staff készítette és Nagai Tacujuki rendezte. 2009. október 3-tól 2010. március 20-ig futott Japánban. Néhány nap eltéréssel vetítette a Tokyo MX, az MBS, a Chiba TV, a TV Kanagawa, a TV Saitama, az AT-X és a CBC. Az animét nyolc DVD és Blu-ray szettben adták ki 2010. január 29. és augusztus 27. között. Egy rövid történetet Toaru madzsucu no Index: Kanzaki SS címmel Kanzaki Kaori főszereplésével is csomagoltak minden Railgun DVD-hez. A Railgunhoz egy OVA-epizód is megjelent 2010. október 29-én. Észak-Amerikában a Funimation Entertainment licencelte a sorozatot és adta ki DVD-n 2013. április 16-án. A második évad vetítése Toaru kagaku no Railgun S címmel 2013. április 12-én kezdődött Japánban és a Funimation oldalán. A Tokyo MX, az AT-X, az MBS, a CTC, a BS11 Digital és a Tochigi TV néhány nap eltéréssel vetíti. A második Railgun évadot Észak-Amerikában a Funimation jelenteti meg házi videó forgalmazásban 2014-ben.

### Animációs film
Egy animációs film Toaru madzsucu no Index: Endyumion no kiszeki (とある魔術の禁書目録 エンデュミオンの奇蹟; Hepburn: Toaru majutsu no Index: Endyumion no kiseki) címmel 2013. február 23-án jelent meg Japánban. A film Kamacsi Kazuma eredeti történetén alapul és új szereplőket mutat be, akiket Haimura Kijotaka alkotott meg. Észak-Amerikában a Funimation fogja kiadni 2014-ben.

### Videójátékok
A Toaru madzsucu no Index világa megjelenik a Dengeki Gakuen RPG: Cross of Venus Nintendo DS-videójátékban. Index mint mellékszereplő, Mikoto pedig játszható szereplőként jelenik meg, aki a játék előrehaladtával válik elérhetővé, Accelerator pedig főellenségként szerepel. Egy verekedős játékot Toaru madzsucu no Index címmel a Kadokawa Games fejlesztett és az ASCII Media Works adta ki PlayStation Portable-re 2011. január 27-én. Egy a Toaru kagaku no Railgunon alapuló visual novel többszöri csúszás után 2011. december 8-án jelent meg PSP-re, a különleges kiadáshoz egy Sirai Kuroko Figma-figurát is csomagoltak.
A Namco Bandai Games és a Banpresto készített egy crossover videójátékot Toaru madzsucu to kagaku no ensemble (とある魔術と科学の群奏活劇; Toaru madzsucu to kagaku no anszanburu; Hepburn: Toaru majutsu to kagaku no ensemble) címmel PSP-re. A játék, melynek eseményei néhány nappal a film történései előtt játszódnak, 2013. február 21-én jelent meg. Az ASCII Media Works Ore no imóto ga konna ni kavaii vake ga nai PSP-videójátékában egy cameomegjelenés erejéig látható Index. 2014 márciusában fog megjelenni egy két dimenziós harcolós játék a Sega fejlesztésében Dengeki Bunko Fighting Climax címmel, ami a Dengeki Bunko light novel sorozatainak szereplőit sorakoztatja fel. A játékban Miszaka Mikoto játszható, Kamidzsó Tóma segítő karakterként jelenik meg.

### Zenei albumok
A Toaru madzsucu no Index anime zenéjét az I’ve együttes zenésze, Iucsi Maiko szerezte. Négy témazene volt hallható az epizódokban: két főcímdal és két zárófőcímdal. Az első nyitódal, a PSI-Missing Kavada Mami előadásában a televíziós vetítés során az első tizenhat, míg a DVD kiadásban az első tizennégy epizód alatt volt hallható. A második nyitódal, a Masterpiece – szintén Kavada Mami előadásában – a hátralévő epizódokban csendült fel. Az első zárófőcímdal a Rimless: Fucsinasi no szekai (Rimless 〜フチナシノセカイ〜; Hepburn: Rimless: Fuchinashi no sekai) volt Iku előadásában és az első tizenkilenc epizód alatt volt hallható. A második a Csikaigoto: Szukosi dake mó icsido (誓い言 ～スコシだけもう一度～; Hepburn: Chikaigoto: Sukoshi dake mō ichido) volt szintén Ikutól és a hátralévő epizódok alatt volt hallható. A dalok kiadásra kerültek kislemezen, a PSI-Missing kislemeze 2008. október 29-én, a Masterpiece kislemeze 2009. február 4-én, a Rimless: Fucsinasi no szekai kislemeze 2008. november 26-án, a Csikaigoto: Szukosi dake mó icsido kislemeze pedig 2009. február 25-én jelent meg.
A Toaru madzsucu no Index II első nyitódala Kavada Mami No Buts! című száma volt, kislemeze 2010. november 3-án jelent meg. A második nyitódal a See Visions volt Kavada Mami előadásában, kislemezen 2011. február 16-án adták ki. Az első zárófőcímdal Kuroszaki Maon Magic∞World című dala volt, kislemeze 2010. november 24-én jelent meg és az első tizenhárom epizód végén csendült fel. A második zárófőcímdal a Memories Last (メモリーズ・ラスト; Memorízu Rasuto; Hepburn: Memorīzu Rasuto) volt szintén Kuroszaki Maontól. A hátralévő epizódok végén volt hallható, kislemezen 2011. március 2-án jelent meg. Az Index II zenéjének rendezésére és megkomponálására újra Iucsi Maikót kérték fel. A Toaru madzsucu no Index: Endyumion no kiszeki főcímdala a Fixed Star volt Kavada Mami előadásában, kislemezen 2013. február 20-án jelent meg.
A Toaru kagaku no Railgun animeadaptációjához öt témazenét használtak fel, két főcímdalt és három zárófőcímdal. Az első nyitódal, az Only My Railgun volt a fripSide-tól, az első zárótéma pedig a Dear My Friend (Mada minu mirai e) (Dear My Friend －まだ見ぬ未来へ－) Elisa előadásában. Elisa Smile (You & Me) című, az előzőhöz hasonló tónusú dala a tizenkettedik epizód végén volt hallható. A második nyitódal a fripSide Level 5 (Judgelight) dala, míg a harmadik zárófőcímdal a Real Force volt Elisától. Az Only My Railgun hallható a Konami Pop’n Music 20: Fantasia, Dance Dance Revolution X2 és Jubeat Knit zenés arcade játékaiban is. Az OVA-epizód nyitódala a Future Gazer volt a fripSide-tól, kislemeze 2010. október 13-án jelent meg, míg zárófőcímdala Elisa Special One című száma volt, kislemezen 2010. október 27-én adták ki. A Toaru kagaku no Railgun S első nyitótémája a fripSide Sister’s Noise című dala volt, a zárófőcímdal pedig a Grow Slowly Igucsi Juka előadásában, előbbi kislemeze 2013. május 8-án, utóbbié 2013. május 15-én jelent meg. A második nyitódal, az Eternal Reality a 17. résztől hallható, kislemeze 2013. augusztus 21-én jelent meg, a második zárófőcímdal pedig a Links Miszava Szacsika előadásában.
A Toaru madzsucu no Index PSP-játék nyitótémája Kuroszaki Maon Answer című dala volt, de a B oldalon megtalálható volt a Magic∞World című száma is. A Toaru kagaku no Railgun PSP-játék nyitódala a Way to Answer volt a fripSide-tól.

### Egyéb
Egy dráma CD elsőként a Dengeki hp 48. számának postai rendeléséhez volt kapható, amit később, 2007 novemberében ki is adtak. A történet két részből áll. Az első részt eredetileg a Dengeki taisóban sugározták, és a történetben Tóma és Index találkoznak a családi étteremben egy különös „volt” mágussal, miután Mikotónak egy sürgős ügye akadt. A második részben Mikoto és Kuroko „sürgős ügyei” kerülnek bemutatásba és egy tokivadai-i hármas szintű telepata lány kérését kell teljesíteniük.
A Bushiroad adaptálta az Indexet és a Railgunt is a Weiß Schwarz gyűjtögetős kártyajátékához. A Toaru kagaku no Railgun hivatalos művészeti albuma (visual book) 2010. július 24-én jelent meg, a könyvhöz DVD-n egy ötperces bónusz epizódot csomagoltak.

## Fogadtatás

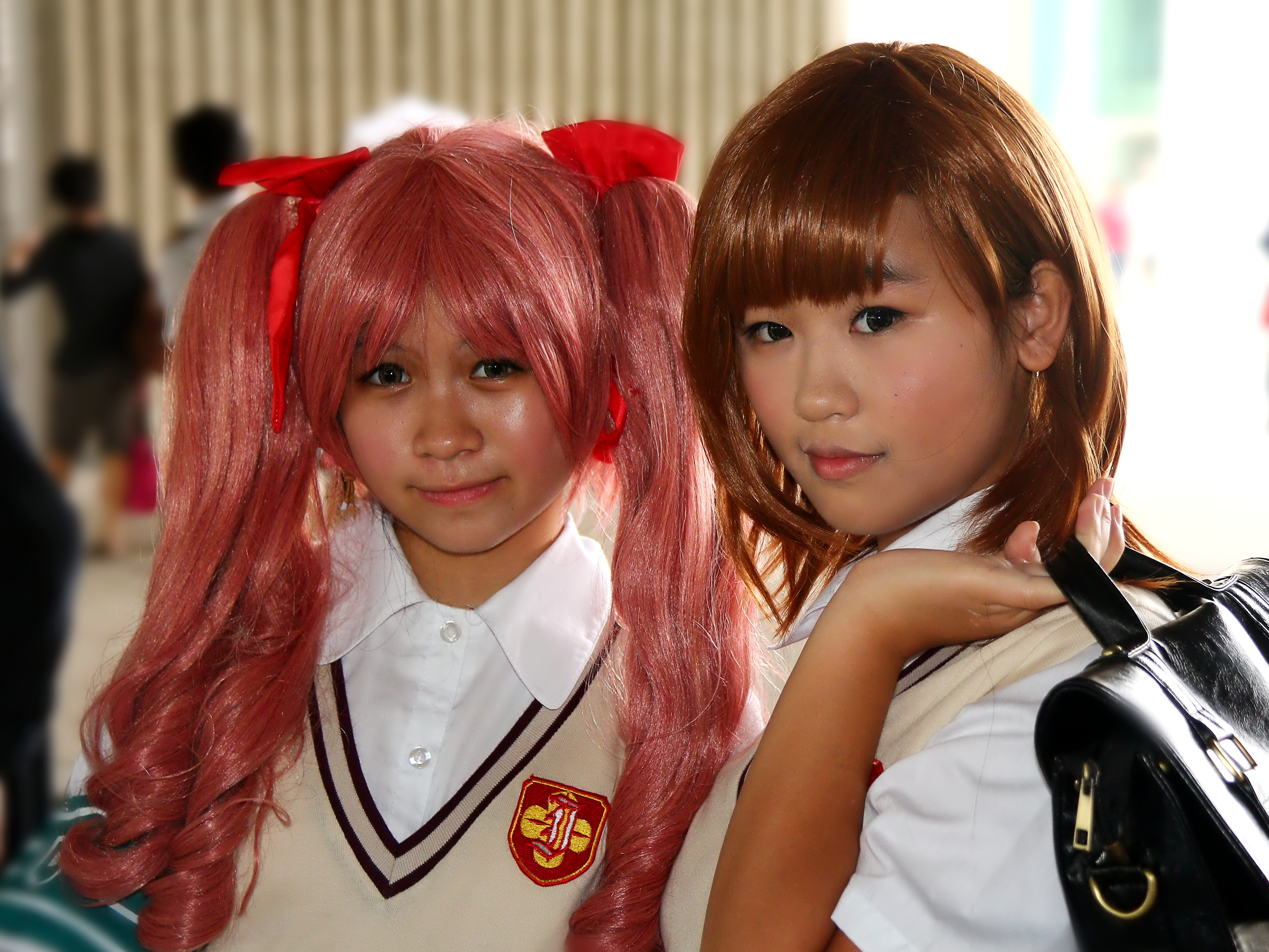
Sirai Kuroko és Miszaka Mikoto cosplayesek

2009 októberében jelentették be, hogy a Toaru madzsucu no Index light novelekből 5,2 millió példány kelt el. 2010 májusában az eladott 7,7 millió példánnyal a Dengeki Bunko legsikeresebb sorozatává vált. 2010 augusztusára már 9 millió példány kelt el és az ötödik legjobban eladott light novellé vált Japánban, olyan népszerű sorozatokat maga mögé utasítva, mint a Full Metal Panic!, a Sakugan no Shana és a Szuzumija Haruhi. 2010 novemberében már a 10 milliót is meghaladta az eladott példányszám.
A Kadokawa Shoten Light Novel-díjának 2007-es kiosztóján a Toaru madzsucu no Index második helyezést ért el „akció” kategóriában. A light novel sorozat háromszor ért el rangos helyezést a Takarajimasha Kono light novel ga szugoi! éves light novel kalauzában: 2009-ben negyedik, 2010-ben kilencedik és 2011-ben első helyet ért el. A Kono light novel ga szugoi! 2010-es és 2011-es számában Miszaka Mikotót a legjobb női light novel szereplőnek választották. Kamidzsó Tóma a 2011-es számban a legjobb férfi light novel szereplőként végzett.
2010 augusztusában jelentették, hogy a Toaru kagaku no Railgun mangából 2,45 millió példányt adtak el. A Railgun animeadaptációjának első főcímdala, az Only My Railgun a „legjobb témazene” kategóriában megnyerte a 2010-es Animation Kobe díját.

## Fordítás
Ez a szócikk részben vagy egészben  az   A Certain Magical Index című angol Wikipédia-szócikk ezen változatának fordításán alapul.  Az eredeti cikk szerkesztőit annak laptörténete sorolja fel. Ez a jelzés csupán a megfogalmazás eredetét és a szerzői jogokat jelzi, nem szolgál a cikkben szereplő információk forrásmegjelöléseként.